# Neil Road

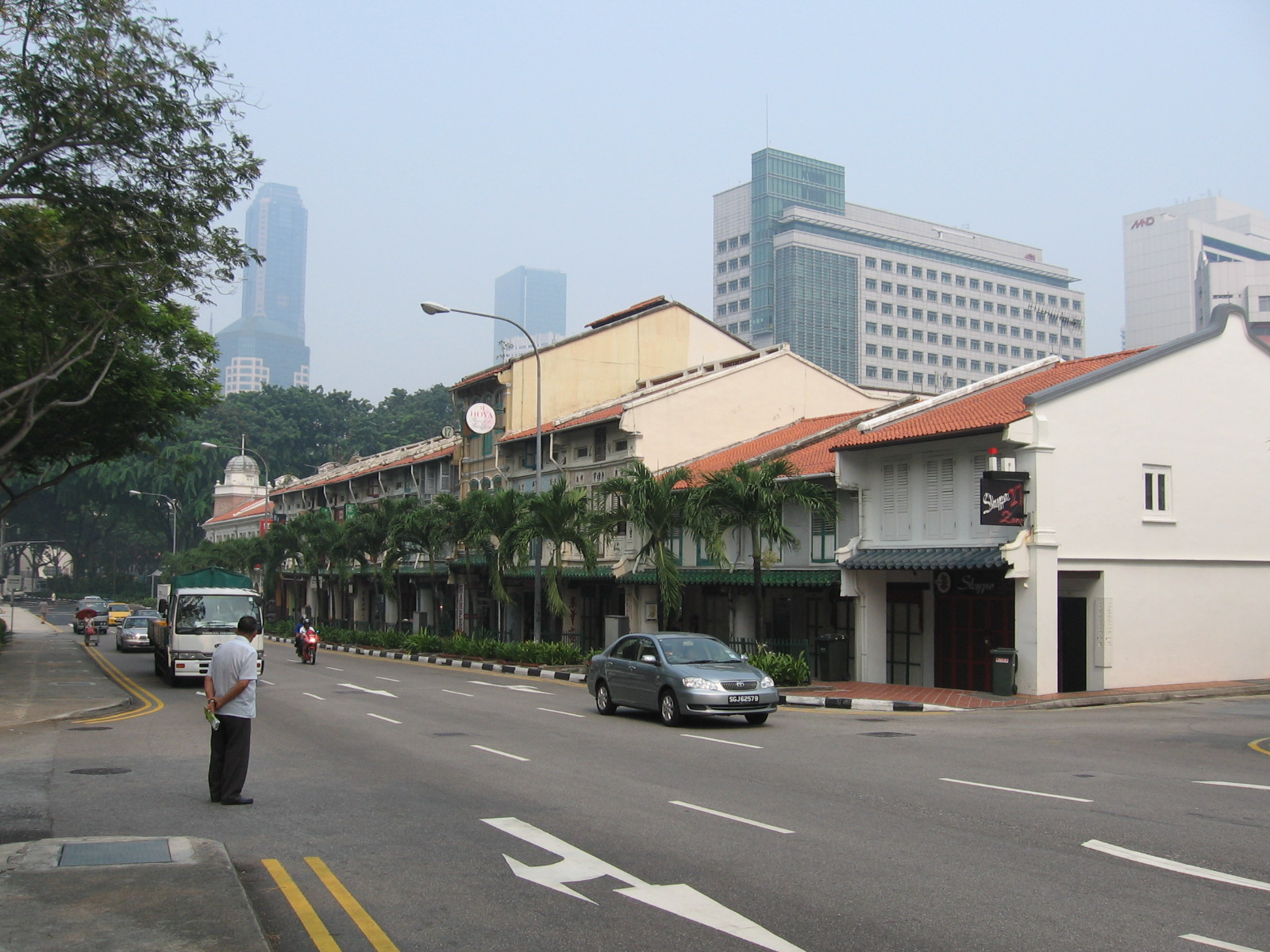

Neil Road (chiń.: 尼路) to ulica jednokierunkowa położona w chińskiej dzielnicy Singapuru oraz w dzielnicy Tanjong Pagar, w obszarze Outram i Bukit Merah. Rozpoczyna się ona w węźle ulic South Bridge Road, Maxwell Road i Tanjong Pagar Road, kończy zaś przy Jalan Bukit Merah, gdzie łączy się z tą ostatnią. Na końcu drogi znajduje się zespół zabytków składający się ze kompleksu budowli w narodowym stylu i trzykondygnacyjnego  budynku szkolnego w stylu wiktoriańskim, w którym mieściła się Fairfield Methodist Girls' School. Część ulicy przechodzącej przez obszar Tanjong Pagar stanowi miejsce, gdzie znajdują się kompleksy budynków, będących przykładami miejscowej architektury. Wykorzystywane są one obecnie w różnych celach.

## Etymologia i historia
Droga ta była poprzednio znana jako Salat Road (Silat lub Selat), co w języku malajskim oznacza "cieśninę". Dawniej Salat Road była częścią plantacji muszkatołowca, która rozwijała się na Duxton Hill aż do późnych lat 50. XIX wieku. Malajska nazwa została zamieniona przez radnych w marcu 1858 r. dla uhonorowania brytyjskich bohaterów walczących w Powstaniu Sipajów z 1857 r. W domu nr 147 mieszkał dziadek byłego premiera Singapuru, Lee Kuan Yewa, który zakupił budynek w 1920 r. za 25tys. ówczesnych dolarów. Lee Kuan Yew mieszkał w tym domu przez kilka lat razem ze swoją rodziną.
W języku minnańskim, droga była znana jako goo chia chwee sia lo, co znaczy "stroma ulica Kreta Ayer".